# جورج إل. بيري
جورج إل. بيري (بالإنجليزية: George L. Berry)‏ هو سياسي أمريكي، ولد في 12 سبتمبر 1882 في الولايات المتحدة، وتوفي في 4 ديسمبر 1948 في نفس البلد. حزبياً، نشط في الحزب الديمقراطي. وقد انتخب عضو مجلس الشيوخ الأمريكي.